# ZNF787
ZNF787 (англ. Zinc finger protein 787) – білок, який кодується однойменним геном, розташованим у людей на довгому плечі 19-ї хромосоми. Довжина поліпептидного ланцюга білка становить 383 амінокислот, а молекулярна маса — 40 543.
| 10         |  | 20         |  | 30         |  | 40         |  | 50         |
| ---------- |  | ---------- |  | ---------- |  | ---------- |  | ---------- |
| MELREEAWSP |  | GPLDSEDQQM |  | ASHENPVDIL |  | IMDDDDVPSW |  | PPTKLSPPQS |
| APPAGPPPRP |  | RPPAPYICNE |  | CGKSFSHWSK |  | LTRHQRTHTG |  | ERPNACADCG |
| KTFSQSSHLV |  | QHRRIHTGEK |  | PYACLECGKR |  | FSWSSNLMQH |  | QRIHTGEKPY |
| TCPDCGRSFT |  | QSKSLAKHRR |  | SHSGLKPFVC |  | PRCGRGFSQP |  | KSLARHLRLH |
| PELSGPGVAA |  | KVLAASVRRA |  | KGPEEAVAAD |  | GEIAIPVGDG |  | EGIIVVGAPG |
| EGAAAAAAMA |  | GAGAKAAGPR |  | SRRAPAPKPY |  | VCLECGKGFG |  | HGAGLLAHQR |
| AQHGDGLGAA |  | GGEEPAHICV |  | ECGEGFVQGA |  | ALRRHKKIHA |  | VGAPSVCSSC |
| GQSYYRAGGE |  | EEDDDDDEAA |  | GGRCPECRGG |  | EGR        |  |            |

A: Аланін

C: Цистеїн

D: Аспарагінова кислота

E: Глутамінова кислота

F: Фенілаланін

G: Гліцин

H: Гістидин

I: Ізолейцин

K: Лізин

L: Лейцин

M: Метіонін

N: Аспарагін

P: Пролін

Q: Глутамін

R: Аргінін

S: Серин

T: Треонін

V: Валін

W: Триптофан

Кодований геном білок за функцією належить до фосфопротеїнів. 
Задіяний у таких біологічних процесах, як транскрипція, регуляція транскрипції. 
Білок має сайт для зв'язування з іонами металів, іоном цинку, ДНК. 
Локалізований у ядрі.